# Integral-ABS
Das Integral-ABS ist eine seit 2001 angebotene Motorrad-Bremsanlage des Motorrad-Herstellers BMW, die nach dem Prinzip einer Verbundbremse arbeitet und mit Antiblockiersystem ausgerüstet ist. Bereits 1976 bezeichnete Moto Guzzi seine Verbundbremse als Integralbremse.
BMW bot seine Verbundbremse in zwei Ausführungen an:
- Teilintegral-System: der Handbremshebel wirkt auf Vorder- und Hinterradbremse, der Fußbremshebel nur auf die Hinterradbremse. Bei den GS-Modellen ist die ABS- und Integralfunktion abschaltbar, um im Geröll ausreichend Bremsverzögerung zu erzielen.
- Vollintegral-System: sowohl der Handbremshebel als auch der Fußbremshebel wirken gleichzeitig auf Vorder- und Hinterradbremse – verfügbar im Modell BMW K 1200 LT von 2001 bis 2009.

## Erste Generation (CORA BB), 2001–2006
Das Integral-ABS mit Bremskraftverstärker wurde von FTE automotive unter dem Namen CORA BB entwickelt und ab 2001 ausschließlich bei BMW-Modellen verbaut. Ausgerüstet wurden die Modelle R 1100 S, R 850/1150 R, R 850/1200 C, R 850/1150 GS und R 1150 RS optional, K 1200 LT, K 1200 RS, R 1200 CL und R 1150 RT serienmäßig.
Eine Spule sorgt elektromagnetisch für die Modulation des Bremsdrucks, die Spule wirkt wie ein Elektromagnet auf den Steuerkolben. Bei einer ABS-Regelung hält der Elektromagnet den Steuerkolben gegen den vom Fahrer aufgebrachten Steuerdruck aus dem Hauptbremszylinder zurück und reduziert damit den Bremsdruck. Aus Sicherheitsgründen sind die Regelventile so konstruiert, dass der Fahrer auch bei nicht aktiviertem System über eine Restbremsfunktion verfügt.
Das CORA BB-System wurde mit Hinterrad-Abhebeschutz (Rear-wheel-Lift-off-protection) ausgeliefert. Wenn die Auswertung der Sensorsignale signalisiert, dass das Hinterrad den Bodenkontakt verloren hat, senkt das System kurzzeitig den Druck im Vorderrad-Bremskreis. Dies wird durch ein indirektes Verfahren anhand der Raddrehzahlen und durch Plausibilitätsvergleiche berechnet. Bei spezifischen Fahrbahnunebenheiten (Bodenwellen) kann es kurzzeitig ebenfalls zu einem Lösen der Vorderrad-Bremse kommen.

### Bremskraftverstärker
Der erstmals serienmäßig in einem Motorrad verbaute Bremskraftverstärker sorgte laut BMW für einen schnelleren Bremsdruckauf- und Abbau bei geringeren Bedienungskräften. Gegenüber einem mit ABS II ausgerüsteten Motorrad reduzierte sich die Handkraft bei einer Bremsverzögerung von 6 m/s² auf 50 %, daneben wird mit diesem System bei einem Bremsvorgang der Bremsdruck 0,1 Sekunden schneller als mit einer herkömmlichen Bremse aufgebaut. Die mögliche Regelfrequenz des Systems lag zwischen 30 und 80 Millisekunden. Im Fahrversuch lag die benötigte Handkraft für eine maximale Bremsverzögerung (9,5 m/s²) bei 80 Newton, die Fußkraft bei maximal 180 Newton (4,0 m/s²).

### Restbremsfunktion
Bei der Restbremsfunktion handelt es sich um eine Notlauffunktion bei Ausfall des Bremskraftverstärkers nach Vorgabe des Gesetzgebers. Sind Hydraulikpumpe und die elektromagnetischen Spulen nicht aktiv, schließt die Kugel den Kugelsitz und der Restbremskolben wird verschoben. Der dabei erzeugte manuelle Bremsdruck verlangt eine (wesentlich) höhere Handkraft und eine größere Hebelbewegung gegenüber der aktiven Bremse. Modellspezifisch liegt dann die maximale Bremsleistung bei günstiger Einstellung des Bremshebels zwischen 5 und 7 m/s². Die aufzubringende Handkraft steigert sich dabei auf den gesetzlichen Grenzwert von 200 Newton.

### Systemkritik
Das CORA BB-System kam ausschließlich bei BMW-Motorrädern zum Einsatz und stand durch Systemausfälle in der Kritik. Im Mittelpunkt der Kritik stand der Bremskraftverstärker, mit der Funktion eines Bremsassistenten, der bei einem Systemausfall zu einem „Überraschungseffekt für den Fahrer“ führen konnte, hervorgerufen durch das Empfinden, keine Bremse mehr zur Verfügung zu haben. Als Ursache für einen Systemausfall wurden externe Störungen, an der Sensorik, den Bremslichtschaltern, Kabelbrüche, lose Steckverbindungen etc., Fehler an der Elektronik (defekte Steuergeräte) oder den elektrischen Pumpen lokalisiert.
BMW reagierte auf die Kritik mit einer zweitägigen Produktpräsentation (22./23. Juli 2005) am Flughafen München (Fahrer-Trainings-Zentrum, FTZ). Teilnehmer waren Pressevertreter, Behördenrepräsentanten, Anbieter von Fahrsicherheitstrainings sowie Fahrschulverbände.
Zwei routinierte Profi-Fahrer (ein Fahrer vom TÜV-Süd und BMW Projekt-Ingenieur Hans-Albert Wagner) zeigten, dass sie nur mit der Restbremsfunktion bei einer Ausgangsgeschwindigkeit von 80 km/h, mit mehr als verdoppelter Handkraft, Verzögerungen bis zu 9,87 m/s² erreichen konnten. Damit sollte demonstriert werden, dass bei einem ABS-Ausfall die Aktivierung der Restbremse keinen Einfluss auf die Bremsleistung hat. Diese Vorführung wurde teilweise als „nicht repräsentativ“, da für die Fahrer vorhersehbar, eingeschätzt.
Kritisiert wurde auch, dass BMW bereits ein Nachfolgesystem ohne Bremskraftverstärker entwickelt habe und deshalb „seine Innovation über die Zeit retten musste.“

### Rückrufaktion
Weltweit 90.000 BMW-Motorräder mit Integral-ABS des Typs K 1200 S, K 1200 R, R 1200 GS, R 1200 RT und R 1200 ST, waren ab März 2006 Gegenstand einer den Kunden angebotenen technischen Aktion, in deren Rahmen die Hohlschraube der Handbremspumpe gegen eine mit eingesetzter Lochblende getauscht wurde. Druckspitzen in der Bremshydraulik sollen so verhindert werden, die bei extrem schneller Betätigung des Bremshebels auftreten konnten und in Kombination mit geringer Batteriespannung in Einzelfällen zum Ausfall des ABS führten.

## Zweite Generation, 2006–dato

### Conti MIB
Das seit 2003 von BMW und Continental-Teves entwickelte Integral-ABS II (Conti MIB) kam ab August 2006 auf den Markt und ist nur in der Version Teilintegral verfügbar. Das Conti MIB basiert auf dem Ventilprinzip und kommt ohne Bremskraftverstärker aus. Der Bremsdruck für die Vorderradbremse wird rein hydraulisch vom Handhebel aufgebracht, der Bremsdruck für den Hinterradkreis wird mit Hilfe einer elektronisch gesteuerten Hydraulikpumpe erzeugt. Bei Störungen an der Hydraulikpumpe oder an elektrischen Komponenten funktioniert die Hinterradbremse konventionell und unabhängig vom Vorderradbremskreis. BMW bietet seit Juni 2010 für das Integral-ABS der 2. Generation ASC zum Nachrüsten an.

### Bosch 9ME
2009 wurde von BMW mit dem abschaltbaren Race-ABS (Bosch 9ME) an der BMW S 1000 RR ein ABS mit vier verschiedenen vom Fahrer wählbaren Streckenmodi (Rain, Sport, Race, Slick) eingeführt.
Beim „Rain und Sport-Modus“ agiert das Antiblockiersystem analog zu den teilintegralen Systemen der aktuellen BMW-Modelle mit „idealer“ Bremskraftverteilung. Beim Race-Modus ist das ABS auf die Bedingungen der Rennstrecke abgestimmt, darüber hinaus kann auch der Überschlagassistent deaktiviert werden. Beim Slick-Modus wird zusätzlich das ABS am Hinterrad bei Betätigung der Fußbremse deaktiviert, das Hinterrad kann am Kurveneingang überbremst werden.
Das Race-ABS von BMW wird seit 2009 mit leichten Modifikationen erfolgreich bei IDM Motorradrennen eingesetzt.

## ABS mit Fahrmodi
Diese ABS Generation kann durch die Fahrmodi bei den GS Modellen R 1250 GS und R 1250 GS Adv auf die Abschaltfunktion verzichten. Der Enduro Modus lässt mehr Radschlupf als in den Straßenmodi Rain, Road, Dynamic zu. Beim Enduro pro Modus schaltet das System auf Ein-Kanal Betrieb um und regelt nur noch den Schlupf an der Vorderradbremse. Dadurch hat der Fahrer die Möglichkeit auf steilen Geröllabfahrten die Hinterradbremse und Motorbremse noch effektiver einsetzen zu können.
Dieses Integral-ABS ist nun in der S 1000 Baureihe, Boxer Baureihe als auch in den Mittelklasse Motorrädern F 750 GS, F 850 GS, F 900 R und F 900 XR verfügbar. Die Schräglagenfunktion und Hill assist Funktion sind optional erhältlich.

## Dritte Generation, 2020–dato
Seit 2020 bietet BMW in seinen großen Tourern R18 Bagger/Transcontinental und R1250RT ein neues vollintegrales System Bosch 10.X an. Es verzichtet auf die Bremskraftverstärkung und zeichnet sich durch eine feinfühlige Dossierung der Hinterradbremse aus, das erst bei Verzögerungen über 4 m/s² die Vorderradbremse dazu schaltet. Damit wurden die Kritikpunkte der ersten vollintegral Generation der K 1200 LT und R 1150 RT behoben. Dieses System ist kombinierbar mit ACC, Hill assist und Schräglagenfunktion. Bei Notbremsungen wird das dynamische Bremslicht aktiviert.